# Noctambus (Genève)
Pour les articles homonymes, voir Noctambus.
Noctambus était le réseau de bus de nuit desservant le canton de Genève et ses régions transfrontalières, exploité par les Transports publics genevois (TPG), en lien avec l'Association Noctambus. Ce réseau fonctionnait durant les nuits du vendredi au samedi et du samedi au dimanche sur un périmètre comptant 68 communes dont : 45 communes du canton de Genève, 13 communes du canton de Vaud et 10 communes françaises des départements de l'Ain et de la Haute-Savoie.
En 2019, il a transporté 767 000 personnes, réseaux urbain et régional confondus. Il disparaît le 10 décembre 2023 au profit du « réseau nocturne » constitué exclusivement de prolongements des lignes diurnes.

## Histoire

### Genèse
Début 1993, des jeunes siégeant au Parlement des Jeunes de Meyrin (PJM), dont Antonio Hodgers, évoquent le manque de transports publics après minuit pour rentrer à Meyrin. L'idée de mettre en place de tels transports enthousiasme tout de suite une grande majorité du PJM et une commission « bus nocturnes » est donc créée en mai et, en septembre, le PJM formule une demande aux TPG, qui n'aboutit pas. En mai 1994, pour obtenir plus de poids, le PJM met le projet en collaboration avec les Parlements des Jeunes des villes de Genève et de Vernier, une motion avait été déposée en ce sens en mars au conseil municipal de Genève.
Une première ligne de nuit voit le jour en avril 1994 entre Genève et Hermance à l'initiative du centre de loisirs « Le Point ? » de Collonge-Bellerive.
Enfin, en septembre 1994, des discussions plus sérieuses sont entamées avec les TPG et des demandes de soutien envoyées aux conseils municipaux de Genève, Vernier et Meyrin et, après une année de lutte et de mise en place, le Noctambus voit le jour le 2 septembre 1995, entre Meyrin et la ville durant les nuits du week-end, puis en février 1996, la commission se détache définitivement du PJM et se constitue en association afin de travailler plus efficacement à l'échelle cantonale.

### Le premier réseau
Le 10 janvier 1997 le Noctambus devient un réseau de dix lignes couvrant 38 communes du canton de Genève et dès le 29 août il s'étend à l'ouest genevois ainsi qu'en direction de Collex-Bossy et de Commugny, soit 12 communes nouvellement desservies. Le 1er octobre 1999 le réseau s'étend jusqu'à Gland et dessert désormais six communes du canton de Vaud. Le 16 octobre 2000 une ligne est étendue jusqu'à Ferney-Voltaire en France, devenant la première ligne transfrontalière. Le 24 juin 2001 le réseau est renforcé et un partenariat est mis en place avec le centre commercial Balexert afin de garantir sa desserte.
Le réseau au 25 juin 2001, la numérotation suit approximativement le sens des aiguilles d'une montre :
| Numéro | Trajet                                                                                                   |
| ------ | --- |
| N1     | Genève, Collonge-Bellerive, Corsier, Anières, Hermance                                                   |
| N2     | Genève, Chougny, Vandœuvres, Choulex, Meinier, Gy                                                        |
| N3     | Genève, Thônex (Moillesulaz), Puplinge, Presinge, Jussy (Monniaz)                                        |
| N4     | Genève, Carouge, Veyrier, Troinex, Bardonnex                                                             |
| N5     | Genève, Carouge, Plan-les-Ouates, Perly-Certoux, Laconnex, Soral, Avusy                                  |
| N6     | Genève, Lancy, Onex, Confignon, Aire-la-Ville, Bernex, Cartigny, Chancy                                  |
| N7     | Genève, Vernier, Satigny, Dardagny                                                                       |
| N8     | Genève, Meyrin, Saint-Genis-Pouilly                                                                      |
| N9     | Genève, Le Grand-Saconnex, Ferney-Voltaire                                                               |
| N10    | Genève, Pregny-Chambésy, Bellevue, Genthod, Versoix, Coppet, Céligny, Nyon, Gland                        |
| N11    | Genève, Le Grand-Saconnex, Pregny-Chambésy, Collex-Bossy, Genthod, Versoix, Commugny, Chavannes-de-Bogis |
| N33    | Genève, Thônex (Moillesulaz par Sous-Moulin)                                                             |

Le 6 janvier 2002 voit l'État de Genève participer financièrement au réseau, permettant d'ajouter un départ supplémentaire le vendredi soir sur six lignes, la participation financière se renforce au fil des mois et finit le 31 mars 2003 par voir le réseau Noctambus intégrer la communauté tarifaire Unireso et l'offre des Transports publics genevois, pérennisant ainsi le service.
Le 17 décembre 2004 le réseau est renforcé et remanié : en zone urbaine, les bus fonctionnent désormais sur le trajet et avec les indices des lignes diurnes toutes les 20 à 30 minutes, tandis que le réseau régional est optimisé et fonctionne jusqu'à 3 h 45 du matin, en tarification Unireso. En avril 2005, il est organisé ainsi :
| Numéro | Trajet |
| ------ | --- |
| N3     | Ferney-Voltaire-Planche-Brûlée, Le Grand-Saconnex, Genève, Carouge, Veyrier, Troinex, Bardonnex                                                    |
| N5     | Genève-Hôpital, Le Grand-Saconnex, Pregny-Chambésy, Collex-Bossy, Genthod, Versoix, Commugny, Chavannes-de-Bogis                                   |
| N6     | Vernier-Village, Genève, Collonge-Bellerive, Corsier, Anières, Hermance                                                                            |
| N7     | Genève-Rive, Vernier-Tours Lignon |
| N8     | Genève-Cornavin, Chêne-Bougeries-Conches |
| N9     | Saint-Genis-Pouilly, Meyrin, Genève, Chêne-Bourg-Petit-Bel-Air                                                                                     |
| N13    | Gland, Nyon, Céligny, Coppet, Versoix, Genthod, Bellevue, Pregny-Chambésy, Genève, Carouge, Plan-les-Ouates, Perly-Certoux, Laconnex, Soral, Avusy |
| N15    | Genève-Cornavin, Lancy-Pont-Rouge |
| N16    | Genève-Cornavin, Thônex (Moillesulaz), Puplinge, Presinge, Jussy (Monniaz)                                                                         |
| N20    | Chancy, Cartigny, Bernex, Aire-la-Ville, Confignon, Onex, Lancy, Genève, Thônex (Douanes de Moillesulaz ou de Vallard)                             |
| N33    | Genève-Cornavin, Chougny, Vandœuvres, Choulex, Meinier, Gy, Corsier, Douane d'Anières                                                              |
| N67    | Genève-Eaux-Vives, Vernier, Satigny, Dardagny |

Le 16 novembre 2005, Noctambus est récompensé par le Prix de l'innovation 2005.
Le 17 décembre 2008 le réseau s'étend à l'agglomération d'Annemasse, assurant un service de nuit complémentaire au service diurne assuré par les Transports annemassiens collectifs. Avec cette extension, Noctambus dessert désormais 69 communes dont 13 vaudoises et 11 françaises, puis 70 le 15 décembre 2010 avec Divonne-les-Bains.

### Le réseau depuis 2011
Le 11 décembre 2011, les lignes régionales sont renumérotées, et pour certaines scindées en deux, pour des raisons de compatibilité avec l’application smartphone, obligeant à passer de trois à deux caractères,,.
| Ancien indice | Nouvel indice | Étoile ou constellation |
| ------------- | ------------- | ----------------------- |
| N3            | NE, NO        | Electra, Orion          |
| N5            | NT            | Talita                  |
| N6            | NS            | Sirius                  |
| N13           | ND, NM        | Dana, Maïa              |
| N16           | NA, NK        | Andromède, Kaffa        |
| N20           | NJ, NV        | Jabbah, Véga            |
| N33           | NP            | Pégase                  |
| N67           | NC            | Cassiopée               |

Le 9 décembre 2012, le périmètre desservi passe à 72 communes avec l'entrée de Sergy et Thoiry puis à 73 communes en 2014 avec l'entrée de Versonnex.
Le 19 décembre 2014, un partenariat est signé entre l'association Noctambus et huit boites de nuit genevoises dans le cadre de la politique de la nuit et d'offrir une desserte en transport en commun, grâce à une refonte de l'itinéraire de la ligne NC.
Le 11 décembre 2015 le réseau est à nouveau renforcé avec l'ajout de services nocturnes sur les lignes urbaines 1, 10 et 11.
Le 15 décembre 2019, le réseau est adapté à la mise en place du Léman Express : Ajout de services nocturnes sur la ligne urbaine 18, rationalisation des arrêts de départs en centre-ville avec les lignes NO et NS qui partent désormais de la gare de Cornavin et les lignes NC, NK et NV sont ajustées pour desservir les gares du Léman Express et tenir compte de la fin des travaux à Annemasse.
La crise sanitaire liée à la pandémie de Covid-19 a nécessité d'interrompre le service entre mi-mars et fin juillet 2020, les lieux de vie nocturne étant fermés. Le réseau est à nouveau interrompu le 6 novembre 2020 pour les mêmes raisons et abandonne à compter du 13 décembre 2020 de façon officielle la desserte des communes de Gaillard, Ambilly, Annemasse et Ville-la-Grand. Le service est à nouveau relancé le 2 juillet 2021.

### Unification des réseaux diurnes et nocturnes: la fin de Noctambus
Le 10 décembre 2023 marque un changement majeur avec la fin des lignes régionales spécifiques au Noctambus et leur remplacement complet par le prolongement des lignes diurnes ; à l'inverse les dessertes vaudoises disparaissent.
La marque Noctambus disparaît au profit de l'appellation « réseau nocturne ».
| Anciennes lignes | Lignes de report                                   |
| ---------------- | -------------------------------------------------- |
| NA               | 14, 18, 68                                         |
| NC               | 6, 7, TpgFlex et L5 du Léman Express               |
| ND               | 15, 20, 52 (suppression du tronçon vaudois)        |
| NE               | 3, 60                                              |
| NJ               | 70, J, K                                           |
| NK               | 12, 32                                             |
| NM               | 46, J, L                                           |
| NO               | 3, 11, 41, 44, 45, 46                              |
| NP               | 33, A, G                                           |
| NS               | A, E                                               |
| NT               | 5, 20, 52, 55 (suppression du tronçon vaudois)     |
| NV               | 5, 32                                              |
| 47 et 48         | L (les 47 et 48 continuent de circuler en journée) |

## Présentation
Le réseau Noctambus fonctionne en fin de semaine durant les nuits du vendredi au samedi et du samedi au dimanche sur un périmètre comptant 68 communes dont : 45 communes du canton de Genève, 13 communes du canton de Vaud et 10 communes françaises des départements de l'Ain et de la Haute-Savoie. Coûtant chaque année trois millions de francs suisses, son financement est assuré aux deux tiers par les communes desservies, les Transports publics genevois (TPG) finançant le tiers restant et qui s'occupent de l'organisation du réseau ainsi que des frais des sous-traitants, faisant de Noctambus un réseau de nuit unique en Suisse, étant le seul permettant de voyager avec les mêmes titres qu'en journée sans aucun coût supplémentaire grâce à son intégration à Unireso.
Le réseau est toutefois critiqué pour son absence de service en semaine. En mars 2017, le Collectif nocturne demande que le réseau fonctionne durant les nuits du jeudi au vendredi, ce qui constituerait une exception en Suisse où aucun réseau nocturne ne fonctionne en semaine, et à ce que l'offre et la visibilité du réseau auprès du public soit renforcée. La mois suivant, le Mouvement citoyen genevois annonce le dépôt d'une motion au Grand Conseil du canton de Genève allant dans le sens du collectif.
Avec la mise en service intégrale du Léman Express le 15 décembre 2019, le réseau est situé sur deux systèmes tarifaires : la zone 10 d'Unireso maintenue dans son fonctionnement et les zones limitrophes du nouveau système tarifaire transfrontalier Léman Pass.

### L'association Noctambus
L'association Noctambus est issue de l'ancienne commission chargée de la mise en place du réseau en 1995. Elle est chargée de la promotion du réseau Noctambus et délègue aux TPG la gestion et l'exploitation du service, ainsi que le marketing ; elle est composée des communes desservies par le service, des TPG et d'autres entreprises publiques ou privées ayant une activité d'intérêt public.
Bien qu'ayant survécu à la fin du réseau Noctambus en tant que tel, l'association annonce en 2024 sa dissolution au 31 décembre de la même année à la suite du retrait de six communes genevoises et de la difficulté de maintenir la structure pour les communes françaises restantes, le réseau nocturne perdra ses dessertes françaises et sera entièrement opéré par les TPG.

### Les lignes urbaines
Le réseau urbain est constitué de lignes de journée prolongeant leur service, il s'agit des lignes 12, 14, 15 et 18 du tramway de Genève, des lignes 2, 3, 6, 7, et 10 de trolleybus de Genève et des lignes 1, 5, 8, 9, 11, 47, 48 et E d'autobus de Genève.

### Les lignes régionales

#### Lignes NA à NK
| Ligne | Caractéristiques | Caractéristiques                                                                                         | Caractéristiques                                                                                         | Caractéristiques                                                                                         | Caractéristiques                                                                                         | Caractéristiques                                                                                         | Caractéristiques                                                                                         | Caractéristiques                                                                                         | Caractéristiques                                                                                         |
| NA    | Noctambus Andromède | Noctambus Andromède                                                                                      | Noctambus Andromède                                                                                      | Noctambus Andromède                                                                                      | Noctambus Andromède                                                                                      | Noctambus Andromède                                                                                      | Noctambus Andromède                                                                                      | Noctambus Andromède                                                                                      | Noctambus Andromède                                                                                      |
| NA    | Genève, Rive / Meyrin, Gravière (selon les services) ⥋ Meyrin, CERN / Sergy, centre (selon les services) | Genève, Rive / Meyrin, Gravière (selon les services) ⥋ Meyrin, CERN / Sergy, centre (selon les services) | Genève, Rive / Meyrin, Gravière (selon les services) ⥋ Meyrin, CERN / Sergy, centre (selon les services) | Genève, Rive / Meyrin, Gravière (selon les services) ⥋ Meyrin, CERN / Sergy, centre (selon les services) | Genève, Rive / Meyrin, Gravière (selon les services) ⥋ Meyrin, CERN / Sergy, centre (selon les services) | Genève, Rive / Meyrin, Gravière (selon les services) ⥋ Meyrin, CERN / Sergy, centre (selon les services) | Genève, Rive / Meyrin, Gravière (selon les services) ⥋ Meyrin, CERN / Sergy, centre (selon les services) | Genève, Rive / Meyrin, Gravière (selon les services) ⥋ Meyrin, CERN / Sergy, centre (selon les services) | Genève, Rive / Meyrin, Gravière (selon les services) ⥋ Meyrin, CERN / Sergy, centre (selon les services) |
| ----- | --- | --- | --- | --- | --- | --- | --- | --- | --- |
| NA    | Ouverture / Fermeture 11 décembre 2011 / 10 décembre 2023 | Longueur —                                                                                               | Durée 19 / 34 min                                                                                        | Nb. d’arrêts 16 / 30                                                                                     | Matériel Citaro G Citaro                                                                                 | Jours de fonctionnement V, S                                                                             | Jour / Soir / Nuit / Fêtes N / N / O / N                                                                 | Voy. / an —                                                                                              | Exploitant Genève Tours                                                                                  |
| NA    | Desserte : - Villes desservies : Genève, Vernier, Meyrin, Saint-Genis-Pouilly et Sergy - Stations et gares desservies : Genève, Rive (12 et 17), Genève, Molard (12 et 17), Genève, Bel-Air (12, 14, 17 et 18), Genève, Goulart (15), Gare de Genève-Cornavin, Genève, Lyon (14 et 18), Genève, Servette (14 et 18), Genève, Vieusseux (14 et 18), Vernier, Bouchet (14 et 18), Vernier, Blandonnet (14 et 18), Meyrin, Jardin-Alpin-Vivarium (14 et 18), Meyrin, Forumeyrin (14), Meyrin, Gravière (14), Meyrin, Hôpital de La Tour (18), Meyrin, Maisonnex (18) et Meyrin, CERN (18). | | | | | | | | |
| NA    | Autre : - Zones traversées : 10 et 250. - Amplitudes horaires : La ligne fonctionne durant les nuits de vendredi à samedi et de samedi à dimanche de 1 h 40 à 3 h 45 du matin environ. - Particularités : Les deux premiers départs aller partent de Meyrin, Gravière, en correspondance avec le tramway, le troisième part quant à lui de Rive mais est limité au CERN. Un trajet retour est assuré depuis le CERN en direction de Rive. - Date de dernière mise à jour : 11 décembre 2023. | | | | | | | | |
| NA    | Dernière actualisation : — | | | | | | | | |
| NC    | Noctambus Cassiopée | Noctambus Cassiopée                                                                                      | Noctambus Cassiopée                                                                                      | Noctambus Cassiopée                                                                                      | Noctambus Cassiopée                                                                                      | Noctambus Cassiopée                                                                                      | Noctambus Cassiopée                                                                                      | Noctambus Cassiopée                                                                                      | Noctambus Cassiopée                                                                                      |
| NC    | Genève, Cirque ⥋ La Plaine, gare / Vernier, village / Vernier, Signal / Meyrin, Forumeyrin (selon les services) | | | | | | | | |
| NC    | Ouverture / Fermeture 11 décembre 2011 / 10 décembre 2023 | Longueur —                                                                                               | Durée —                                                                                                  | Nb. d’arrêts 19 à 69                                                                                     | Matériel Lion's City Citaro                                                                              | Jours de fonctionnement V, S                                                                             | Jour / Soir / Nuit / Fêtes N / N / O / N                                                                 | Voy. / an —                                                                                              | Exploitant RATP Dev                                                                                      |
| NC    | Desserte : - Villes desservies : Genève, Carouge, Vernier, Meyrin, Satigny, Russin, Dardagny et La Plaine. - Stations et gares desservies : Genève, Cirque (15), Genève, Uni-Mail (15 et 17), Carouge, Armes (12 et 18), Gare de Lancy-Pont-Rouge, Genève, Jonction (14), Genève, Palladium (14), Genève, Stand (14 et 15), Genève, Bel-Air (12, 14, 17 et 18), Genève, Molard (12 et 17), Genève, Rive (12 et 17), Genève, Coutance (14 et 18), Gare de Genève-Cornavin, Gare de Vernier, Meyrin, Jardin-Alpin-Vivarium (14 et 18), Meyrin, Forumeyrin (14) et Gare de La Plaine | | | | | | | | |
| NC    | Autre : - Zone traversée : 10. - Amplitudes horaires : La ligne fonctionne durant les nuits de vendredi à samedi et de samedi à dimanche de 1 h 30 à 5 h 25 du matin environ. - Particularités : Le second départ aller est limité à Vernier. Deux retours sont assurés, l'un depuis Vernier, Signal et l'autre depuis Meyrin, Forumeyrin. - Date de dernière mise à jour : 22 décembre 2023. | | | | | | | | |
| NC    | Dernière actualisation : — | | | | | | | | |
| ND    | Noctambus Dana | Noctambus Dana                                                                                           | Noctambus Dana                                                                                           | Noctambus Dana                                                                                           | Noctambus Dana                                                                                           | Noctambus Dana                                                                                           | Noctambus Dana                                                                                           | Noctambus Dana                                                                                           | Noctambus Dana                                                                                           |
| ND    | Genève, gare Cornavin ⥋ Gland, gare nord | | | | | | | | |
| ND    | Ouverture / Fermeture 11 décembre 2011 / 10 décembre 2023 | Longueur —                                                                                               | Durée 75 min                                                                                             | Nb. d’arrêts 52                                                                                          | Matériel Lion's City G Lion's City Citaro                                                                | Jours de fonctionnement V, S                                                                             | Jour / Soir / Nuit / Fêtes N / N / O / N                                                                 | Voy. / an —                                                                                              | Exploitant RATP Dev                                                                                      |
| ND    | Desserte : - Villes desservies : Genève, Pregny-Chambésy, Bellevue, Genthod, Versoix, Mies (VD), Tannay (VD), Coppet (VD), Founex (VD), Céligny, Crans (VD), Nyon (VD), Prangins (VD), Vich (VD) et Gland (VD) - Stations et gares desservies : Gare de Genève-Cornavin, Genève, Môle (15), Genève, Butini (15), Genève, Maison de la Paix (15), Gare de Genève-Sécheron, Genève, Collège Sismondi (15), Genève, Nations (15), Gare du Creux-de-Genthod, Gare de Versoix, Gare de Pont-Céard, Gare de Coppet, Gare de Nyon et Gare de Gland | | | | | | | | |
| ND    | Autre : - Zones traversées : 10 et hors-zone. - Amplitudes horaires : La ligne fonctionne durant les nuits de vendredi à samedi et de samedi à dimanche de 1 h 50 à 5 h 10 du matin environ. - Particularités : Aucun service retour vers Genève n'est assuré. Unique ligne TPG à se prolonger en dehors de la communauté tarifaire Unireso. - Date de dernière mise à jour : 22 décembre 2023. | | | | | | | | |
| ND    | Dernière actualisation : — | | | | | | | | |
| NE    | Noctambus Electra | Noctambus Electra                                                                                        | Noctambus Electra                                                                                        | Noctambus Electra                                                                                        | Noctambus Electra                                                                                        | Noctambus Electra                                                                                        | Noctambus Electra                                                                                        | Noctambus Electra                                                                                        | Noctambus Electra                                                                                        |
| NE    | Genève, Bel-Air ⥋ Gex, centre | | | | | | | | |
| NE    | Ouverture / Fermeture 11 décembre 2011 / 10 décembre 2023 | Longueur —                                                                                               | Durée 61 min                                                                                             | Nb. d’arrêts 37                                                                                          | Matériel Citaro G                                                                                        | Jours de fonctionnement V, S                                                                             | Jour / Soir / Nuit / Fêtes N / N / O / N                                                                 | Voy. / an —                                                                                              | Exploitant Globe Limousines                                                                              |
| NE    | Desserte : - Villes desservies : Genève, Le Grand-Saconnex, Ferney-Voltaire, Prévessin-Moëns, Ornex, Versonnex, Cessy et Gex - Stations et gares desservies : Genève, Bel-Air (12, 14, 17 et 18), Genève, Coutance (14 et 18), Gare de Genève-Cornavin, Genève, Lyon (14 et 18), Genève, Poterie (14 et 18) et Genève, Servette (14 et 18). | | | | | | | | |
| NE    | Autre : - Zones traversées : 10 et 250. - Amplitudes horaires : La ligne fonctionne durant les nuits de vendredi à samedi et de samedi à dimanche de 1 h 15 à 4 h 5 du matin environ. - Particularités : Aucun service retour vers Genève n'est assuré. - Date de dernière mise à jour : 22 décembre 2023. | | | | | | | | |
| NE    | Dernière actualisation : — | | | | | | | | |
| NJ    | Noctambus Jabbah | Noctambus Jabbah                                                                                         | Noctambus Jabbah                                                                                         | Noctambus Jabbah                                                                                         | Noctambus Jabbah                                                                                         | Noctambus Jabbah                                                                                         | Noctambus Jabbah                                                                                         | Noctambus Jabbah                                                                                         | Noctambus Jabbah                                                                                         |
| NJ    | Genève, Rive ⥋ Onex, Salle communale / Chancy, douane (selon les services) | | | | | | | | |
| NJ    | Ouverture / Fermeture 11 décembre 2011 / 10 décembre 2023 | Longueur —                                                                                               | Durée 24/58 min                                                                                          | Nb. d’arrêts 16/47                                                                                       | Matériel Lion's City G Citaro G Lion's City M Citaro K                                                   | Jours de fonctionnement V, S                                                                             | Jour / Soir / Nuit / Fêtes N / N / O / N                                                                 | Voy. / an —                                                                                              | Exploitant RATP Dev                                                                                      |
| NJ    | Desserte : - Villes desservies : Genève, Lancy, Onex, Confignon, Bernex, Aire-la-Ville, Cartigny, Avully et Chancy - Stations et gares desservies : Genève, Rive (12 et 17), Genève, Molard (12 et 17), Genève, Bel-Air (12, 14, 17 et 18), Genève, Stand (14 et 15), Genève, Palladium (14), Genève, Jonction (14), Petit-Lancy, Quidort (14), Petit-Lancy, place (14), Petit-Lancy, Les Esserts (14), Onex, Bandol (14), Onex, Salle communale (14), Confignon, La Dode (14), Confignon, croisée (14) et Bernex, P+R (14). | | | | | | | | |
| NJ    | Autre : - Zone traversée : 10. - Amplitudes horaires : La ligne fonctionne durant les nuits de vendredi à samedi et de samedi à dimanche de 1 h 15 à 4 h 15 du matin environ. - Particularités : Le deuxième des trois départ aller est limité à Onex. Un service retour est assuré. - Date de dernière mise à jour : 22 décembre 2023. | | | | | | | | |
| NJ    | Dernière actualisation : — | | | | | | | | |
| NK    | Noctambus Kaffa | Noctambus Kaffa                                                                                          | Noctambus Kaffa                                                                                          | Noctambus Kaffa                                                                                          | Noctambus Kaffa                                                                                          | Noctambus Kaffa                                                                                          | Noctambus Kaffa                                                                                          | Noctambus Kaffa                                                                                          | Noctambus Kaffa                                                                                          |
| NK    | Genève, gare Cornavin ⥋ Jussy, Meurets / Jussy, Monniaz (selon les services) | | | | | | | | |
| NK    | Ouverture / Fermeture 11 décembre 2011 / 10 décembre 2023 | Longueur —                                                                                               | Durée —                                                                                                  | Nb. d’arrêts 46/50                                                                                       | Matériel Citaro G Citaro                                                                                 | Jours de fonctionnement V, S                                                                             | Jour / Soir / Nuit / Fêtes N / N / O / N                                                                 | Voy. / an —                                                                                              | Exploitant Genève Tours                                                                                  |
| NK    | Desserte : - Villes desservies : Genève, Chêne-Bougeries, Chêne-Bourg, Puplinge, Presinge et Jussy - Stations et gares desservies : Gare de Genève-Cornavin, Genève, Mercier (15), Genève, Stand (14 et 15), Genève, Bel-Air (12, 14, 17 et 18), Genève, Molard (12 et 17), Genève, Rive (12 et 17), Genève, Terrassière (12 et 17), Genève, Villereuse (12 et 17), Gare de Genève-Eaux-Vives, Genève, Amandolier (12 et 17), Chêne-Bougeries, Grange-Canal (12 et 17), Chêne-Bougeries, Grangettes (12 et 17), Chêne-Bougeries, Grange-Falquet (12 et 17), Gare de Chêne-Bourg aux stations Chêne-Bourg, Place Favre et Chêne-Bourg, Peillonnex (12 et 17) et Thônex, Graveson (12 et 17). | | | | | | | | |
| NK    | Autre : - Zone traversée : 10. - Amplitudes horaires : La ligne fonctionne durant les nuits de vendredi à samedi et de samedi à dimanche de 2 h à 4 h 20 du matin environ. - Particularités : Aucun service retour vers Genève n'est assuré. - Date de dernière mise à jour : 22 décembre 2023. | | | | | | | | |
| NK    | Dernière actualisation : — | | | | | | | | |

#### Lignes NM à NV
| Ligne | Caractéristiques | Caractéristiques                       | Caractéristiques                       | Caractéristiques                       | Caractéristiques                                   | Caractéristiques                       | Caractéristiques                         | Caractéristiques                       | Caractéristiques                       |
| NM    | Noctambus Maïa | Noctambus Maïa                         | Noctambus Maïa                         | Noctambus Maïa                         | Noctambus Maïa                                     | Noctambus Maïa                         | Noctambus Maïa                           | Noctambus Maïa                         | Noctambus Maïa                         |
| NM    | Genève, gare Cornavin ⥋ Avusy, village | Genève, gare Cornavin ⥋ Avusy, village | Genève, gare Cornavin ⥋ Avusy, village | Genève, gare Cornavin ⥋ Avusy, village | Genève, gare Cornavin ⥋ Avusy, village             | Genève, gare Cornavin ⥋ Avusy, village | Genève, gare Cornavin ⥋ Avusy, village   | Genève, gare Cornavin ⥋ Avusy, village | Genève, gare Cornavin ⥋ Avusy, village |
| ----- | --- | -------------------------------------- | -------------------------------------- | -------------------------------------- | -------------------------------------------------- | -------------------------------------- | ---------------------------------------- | -------------------------------------- | -------------------------------------- |
| NM    | Ouverture / Fermeture 11 décembre 2011 / 10 décembre 2023 | Longueur —                             | Durée 58 min                           | Nb. d’arrêts 51                        | Matériel Lion's City G Citaro G Lion's City Citaro | Jours de fonctionnement V, S           | Jour / Soir / Nuit / Fêtes N / N / O / N | Voy. / an —                            | Exploitant RATP Dev                    |
| NM    | Desserte : - Villes desservies : Genève, Carouge, Lancy, Plan-les-Ouates, Perly-Certoux, Laconnex, Soral et Avusy - Stations et gares desservies : Gare de Genève-Cornavin, Genève, Mercier (15), Genève, Stand (14 et 15), Genève, Cirque (15), Genève, Plainpalais (12, 15, 17 et 18), Genève, Uni-Mail (15 et 17), Genève, Pont-d'Arve (12 et 18), Genève, Augustins (12 et 18), Genève, Blanche (12 et 18), Carouge, Armes (12 et 18), Carouge, Marché (12 et 18), Carouge, Ancienne (12 et 18), Carouge, Rondeau (12 et 18), Grand-Lancy, De-Staël (12 et 18), Gare de Lancy-Bachet, Grand-Lancy, Pontets (18) et Grand-Lancy, Palettes (18). |                                        |                                        |                                        |                                                    |                                        |                                          |                                        |                                        |
| NM    | Autre : - Zone traversée : 10. - Amplitudes horaires : La ligne fonctionne durant les nuits de vendredi à samedi et de samedi à dimanche de 1 h 55 à 4 h 30 du matin environ. - Particularités : Aucun service retour vers Genève n'est assuré. - Date de dernière mise à jour : 22 décembre 2023. |                                        |                                        |                                        |                                                    |                                        |                                          |                                        |                                        |
| NM    | Dernière actualisation : — |                                        |                                        |                                        |                                                    |                                        |                                          |                                        |                                        |
| NO    | Noctambus Orion | Noctambus Orion                        | Noctambus Orion                        | Noctambus Orion                        | Noctambus Orion                                    | Noctambus Orion                        | Noctambus Orion                          | Noctambus Orion                        | Noctambus Orion                        |
| NO    | Genève, gare Cornavin ⥋ Veyrier, école / Bardonnex, village (selon les services) |                                        |                                        |                                        |                                                    |                                        |                                          |                                        |                                        |
| NO    | Ouverture / Fermeture 11 décembre 2011 / 10 décembre 2023 | Longueur —                             | Durée —                                | Nb. d’arrêts 29/44                     | Matériel Citaro K Lion's City M                    | Jours de fonctionnement V, S           | Jour / Soir / Nuit / Fêtes N / N / O / N | Voy. / an —                            | Exploitant RATP Dev                    |
| NO    | Desserte : - Villes desservies : Genève, Carouge, Veyrier, Troinex et Bardonnex - Stations et gares desservies : Gare de Genève-Cornavin, Genève, Coutance (14 et 18), Genève, Bel-Air (12, 14, 17 et 18), Genève, Place de Neuve (12, 17 et 18), Carouge, Armes, Gare de Genève-Champel, Carouge, Marché (12 et 18), Carouge, Ancienne (12 et 18) et Carouge, Rondeau (12 et 18). |                                        |                                        |                                        |                                                    |                                        |                                          |                                        |                                        |
| NO    | Autre : - Zone traversée : 10. - Amplitudes horaires : La ligne fonctionne durant les nuits de vendredi à samedi et de samedi à dimanche de 1 h 50 à 4 h 25 du matin environ. - Particularités : Le premier départ est limité à Veyrier. Aucun service retour vers Genève n'est assuré. - Date de dernière mise à jour : 22 décembre 2023. |                                        |                                        |                                        |                                                    |                                        |                                          |                                        |                                        |
| NO    | Dernière actualisation : — |                                        |                                        |                                        |                                                    |                                        |                                          |                                        |                                        |
| NP    | Noctambus Pégase | Noctambus Pégase                       | Noctambus Pégase                       | Noctambus Pégase                       | Noctambus Pégase                                   | Noctambus Pégase                       | Noctambus Pégase                         | Noctambus Pégase                       | Noctambus Pégase                       |
| NP    | Genève, gare Cornavin ⥋ Anières, mairie |                                        |                                        |                                        |                                                    |                                        |                                          |                                        |                                        |
| NP    | Ouverture / Fermeture 11 décembre 2011 / 10 décembre 2023 | Longueur —                             | Durée 47 min                           | Nb. d’arrêts 39                        | Matériel Citaro                                    | Jours de fonctionnement V, S           | Jour / Soir / Nuit / Fêtes N / N / O / N | Voy. / an —                            | Exploitant Globe Limousines            |
| NP    | Desserte : - Villes desservies : Genève, Cologny, Vandœuvres, Choulex, Meinier, Gy, Corsier et Anières - Stations et gares desservies : Gare de Genève-Cornavin, Genève, Coutance (14 et 18), Genève, Bel-Air (12, 14, 17 et 18) et Genève, Rive (12 et 17). |                                        |                                        |                                        |                                                    |                                        |                                          |                                        |                                        |
| NP    | Autre : - Zone traversée : 10. - Amplitudes horaires : La ligne fonctionne durant les nuits de vendredi à samedi et de samedi à dimanche de 1 h 45 à 3 h 45 du matin environ. - Particularités : Aucun service retour vers Genève n'est assuré. - Date de dernière mise à jour : 22 décembre 2023. |                                        |                                        |                                        |                                                    |                                        |                                          |                                        |                                        |
| NP    | Dernière actualisation : — |                                        |                                        |                                        |                                                    |                                        |                                          |                                        |                                        |
| NS    | Noctambus Sirius | Noctambus Sirius                       | Noctambus Sirius                       | Noctambus Sirius                       | Noctambus Sirius                                   | Noctambus Sirius                       | Noctambus Sirius                         | Noctambus Sirius                       | Noctambus Sirius                       |
| NS    | Genève, gare Cornavin ⥋ Hermance, village |                                        |                                        |                                        |                                                    |                                        |                                          |                                        |                                        |
| NS    | Ouverture / Fermeture 11 décembre 2011 / 10 décembre 2023 | Longueur —                             | Durée —                                | Nb. d’arrêts 40                        | Matériel Citaro G Citaro                           | Jours de fonctionnement V, S           | Jour / Soir / Nuit / Fêtes N / N / O / N | Voy. / an —                            | Exploitant Genève Tours                |
| NS    | Desserte : - Villes desservies : Genève, Cologny, Collonge-Bellerive, Anières et Hermance - Stations et gares desservies : Gare de Genève-Cornavin et Genève, Rive (12 et 17). |                                        |                                        |                                        |                                                    |                                        |                                          |                                        |                                        |
| NS    | Autre : - Zone traversée : 10. - Amplitudes horaires : La ligne fonctionne durant les nuits de vendredi à samedi et de samedi à dimanche de 1 h 55 à 3 h 45 du matin environ. - Particularités : Un service retour est assuré depuis Hermance via le quai de Cologny. - Date de dernière mise à jour : 22 décembre 2023. |                                        |                                        |                                        |                                                    |                                        |                                          |                                        |                                        |
| NS    | Dernière actualisation : — |                                        |                                        |                                        |                                                    |                                        |                                          |                                        |                                        |
| NT    | Noctambus Talita | Noctambus Talita                       | Noctambus Talita                       | Noctambus Talita                       | Noctambus Talita                                   | Noctambus Talita                       | Noctambus Talita                         | Noctambus Talita                       | Noctambus Talita                       |
| NT    | Genève, Bel-Air ⥋ Bogis-Bossey |                                        |                                        |                                        |                                                    |                                        |                                          |                                        |                                        |
| NT    | Ouverture / Fermeture 11 décembre 2011 / 10 décembre 2023 | Longueur —                             | Durée 63 min                           | Nb. d’arrêts 45                        | Matériel Citaro K                                  | Jours de fonctionnement V, S           | Jour / Soir / Nuit / Fêtes N / N / O / N | Voy. / an —                            | Exploitant RATP Dev                    |
| NT    | Desserte : - Villes desservies : Genève, Le Grand-Saconnex, Pregny-Chambésy, Bellevue, Collex-Bossy, Versoix, Chavannes-des-Bois (VD), Chavannes-de-Bogis (VD) et Bogis-Bossey (VD) - Stations et gares desservies : Genève, Bel-Air (12, 14, 17 et 18), Genève, Coutance (14 et 18), Gare de Genève-Cornavin, Genève, Nations (15) et Gare de Versoix. |                                        |                                        |                                        |                                                    |                                        |                                          |                                        |                                        |
| NT    | Autre : - Zones traversées : 10 et hors-zone. - Amplitudes horaires : La ligne fonctionne durant les nuits de vendredi à samedi et de samedi à dimanche de 1 h 50 à 4 h 45 du matin environ. - Particularités : Aucun service retour vers Genève n'est assuré. - Date de dernière mise à jour : 22 décembre 2023. |                                        |                                        |                                        |                                                    |                                        |                                          |                                        |                                        |
| NT    | Dernière actualisation : — |                                        |                                        |                                        |                                                    |                                        |                                          |                                        |                                        |
| NV    | Noctambus Véga | Noctambus Véga                         | Noctambus Véga                         | Noctambus Véga                         | Noctambus Véga                                     | Noctambus Véga                         | Noctambus Véga                           | Noctambus Véga                         | Noctambus Véga                         |
| NV    | Genève, gare Cornavin ⥋ Thônex, Moillesulaz |                                        |                                        |                                        |                                                    |                                        |                                          |                                        |                                        |
| NV    | Ouverture / Fermeture 11 décembre 2011 / 10 décembre 2023 | Longueur —                             | Durée —                                | Nb. d’arrêts 19                        | Matériel Citaro G                                  | Jours de fonctionnement V, S           | Jour / Soir / Nuit / Fêtes N / N / O / N | Voy. / an —                            | Exploitant Globe Limousines            |
| NV    | Desserte : - Villes desservies : Genève, Chêne-Bougeries, Chêne-Bourg et Thônex - Stations et gares desservies : Gare de Genève-Cornavin, Genève, Bel-Air (12, 14, 17 et 18), Genève, Rive (12 et 17), Genève, Terrassière (12 et 17), Thônex, Graveson (12 et 17) et Thônex, Moillesulaz (12 et 17). |                                        |                                        |                                        |                                                    |                                        |                                          |                                        |                                        |
| NV    | Autre : - Zone traversée : 10. - Amplitudes horaires : La ligne fonctionne durant les nuits de vendredi à samedi et de samedi à dimanche de 1 h 20 à 3 h 25 du matin environ. - Particularités : Aucun service retour vers Genève n'est assuré. - Date de dernière mise à jour : 22 décembre 2023. |                                        |                                        |                                        |                                                    |                                        |                                          |                                        |                                        |
| NV    | Dernière actualisation : — |                                        |                                        |                                        |                                                    |                                        |                                          |                                        |                                        |

## Sécurité
Afin d'assurer la sécurité à bord de chaque véhicule depuis 2004, un « modérateur » bénévole de l'association Noctambus est présent pour garder le calme à bord, réveiller d'éventuels voyageurs endormis et guider les voyageurs. Mais sur certaines lignes à problèmes, telle la NE vers Gex, un agent de sécurité est présent en renfort, la présence d'agents de contrôle des titres de transport peut provoquer des tensions,.
Les bus sont parfois escortés par des policiers à moto sur tout ou partie de leur trajet si nécessaire, afin de prêter main-forte aux modérateurs en cas de gros problèmes, les TPG faisant appel à la police des transports depuis 2012.

## Trafic
Évolution de la fréquentation du réseau Noctambus,,,,,, :
|          | 2010    | 2011    | 2012    | 2013    | 2014    | 2015    | 2016    | 2017    | 2018    | 2019    | 2020    |
| -------- | ------- | ------- | ------- | ------- | ------- | ------- | ------- | ------- | ------- | ------- | ------- |
| Urbain   | 541 000 | 517 000 | 515 000 | 569 000 | 570 000 | 561 000 | 681 000 | 648 000 | 646 000 | 678 000 | 230 000 |
| Régional | 123 000 | 138 000 | 121 000 | 126 000 | 122 000 | 146 000 | 106 000 | 106 000 | 98 000  | 89 000  | 28 000  |
| Total    | 664 000 | 655 000 | 636 000 | 697 000 | 692 000 | 706 000 | 787 000 | 752 000 | 744 000 | 767 000 | 258 000 |